# How Soon Is Now?
How Soon Is Now? è un singolo del gruppo musicale britannico The Smiths, pubblicato il 1º febbraio 1985 come terzo estratto dalla prima raccolta Hatful of Hollow.

## Descrizione
Il brano, originariamente uscito un anno prima come b-side di William, It Was Really Nothing, venne poi pubblicato come singolo, il 1º febbraio 1985 dalla Rough Trade, raggiungendo la posizione numero 24 nella UK Singles Chart, la classifica inglese di vendite.
Il brano è contenuto anche in alcune versioni dell'album Meat Is Murder.
Johnny Marr compose la melodia di How Soon Is Now?, insieme a quella di William, It Was Really Nothing e Please, Please, Please Let Me Get What I Want, durante un periodo di quattro giorni nel giugno 1984.
Quando la band entrò poi in sala (al Jam Studios di Londra) per registrare il tutto, nel luglio seguente, il produttore John Porter rimase subito colpito dal riff che Marr gli mostrò, ma sentiva che ci fosse bisogno anche di qualcos'altro e, nella discussione che ne seguì, i due iniziarono a parlare delle prime registrazioni di Elvis Presley, per poi eseguire, nella jam session che venne subito dopo improvvisata, una versione del classico That's All Right. Durante la stessa jam, Marr iniziò a lavorare su una progressione di accordi che, di lì a poco, sarebbe diventata quella di How Soon Is Now?.
A lavoro concluso, Geoff Travis, proprietario della Rough Trade, ascoltò la registrazione e pensò subito che il brano fosse troppo poco rappresentativo del suono degli Smiths per essere pubblicato come singolo. Nonostante le pressioni di Porter, per salvare la canzone e tenerla per un'uscita successiva come lato A, il brano quindi venne incluso come B-side sul 12" del singolo William, It Was Really Nothing, pubblicato nel mese di agosto del 1984.
Come ricorda Porter, intervistato da Q Magazine, anni dopo: "Ognuno era un po' sbronzo, dalla sera prima. Non so quello che era successo. Avevano William It Was praticamente fatta, così l'abbiamo messa giù molto velocemente. E Johnny (Marr, ndr) mi ha suonato un po' di sequenze di accordi che ho pensato fossero interessanti, molto carine. E mi sembra di ricordare che gli dicevo: Suona That's All Right sapete, il vecchio classico di Arthur Crudup. Suonalo come te lo ricordi. Così fece. E quindi dissi: Bene, ora suona la stessa sequenza di accordi due ottave sotto rispetto a come l'hai fatta. Fecero tre takes. Ma non penso che Morrissey fosse lì. Poi l'ho spedito, o qualcuno l'ha spedito via posta a Morrissey quella notte stessa e poi lui è venuto il giorno dopo con i suoi appunti e l'ha cantata, forse una o due volte. Ed era fatta! E poi ho pensato: bene, bene, ora stiamo iniziando a muoverci in seconda marcia. Ora abbiamo qualcosa che possiamo vendere in America. Ora abbiamo una band che potrebbe essere come i REM sono adesso. Eravamo tutti molto eccitati. La sera stessa ho chiamato Scott e lui è venuto giù e gli è subito piaciuta. Disse: Sì! Fantastica! e si e preso il nastro. Poi siamo tornati alla Rough Trade e a Geoff (Travis, ndr) non piacque proprio. La cosa mi smontò del tutto. E poi non hanno fatto altro che pubblicarla come una fottuta B-side. Voglio dire, l'hanno uccisa del tutto!"
Le radio britanniche iniziarono quasi subito a trasmettere la canzone e, in autunno, divenne addirittura il brano più richiesto nel popolare show radiofonico di John Peel e quindi, il 28 gennaio 1985, venne finalmente pubblicato come singolo.
"Hanno fatto delle campagne di marketing disastrose che sono state veramente molto invalidanti per noi" ricorda Morrissey intervistato da Creem "come per esempio l'uscita dell'ultimo singolo How Soon Is Now? che è stato pubblicato con una copertina aberrante. E il tempo e la dedizione che abbiamo messo in quell'artwork...ero in lacrime quando abbiamo finalmente visto il disco. Per non parlare poi del video che hanno fatto. Aveva assolutamente nulla a che fare con gli Smiths. Naturalmente siamo stati inondati di lettere di amici americani molto angosciati che ci chiedevano Perché mai avete fatto questo cavolo di video? La Sire fece quel video e quando lo abbiamo visto abbiamo detto all'etichetta: Non potete far uscire questo... questo video degradante. E loro risposero: Be', allora voi non dovreste essere nella nostra etichetta. È stato tutto abbastanza disastroso."
A seguito poi dell'acquisizione del catalogo Rough Trade da parte della WEA, How Soon Is Now? venne di nuovo pubblicato come singolo nel Regno Unito, nel settembre 1992, raggiungendo la posizione numero 16 nella Official Singles Chart.
How Soon Is Now? può essere indubbiamente considerata come la canzone più famosa degli Smiths, coi lunghi intervalli strumentali fra le varie parti vocali di Morrissey e con un sound unico dovuto, soprattutto, ad particolare effetto vibrato della chitarra di Marr che è stato paragonato a quello utilizzato nella canzone Mona, originariamente interpretata da Bo Diddley e, successivamente, anche dai Rolling Stones.
Durante la registrazione, infatti, Marr creò un particolare effetto di oscillazione di volume elettricamente indotto che poi usò, sulla sua chitarra, per l'intera canzone e che ancora oggi ne è il suo tratto distintivo. L'effetto è quello di un accordo suonato che rimbalza avanti e indietro sulla scala del volume e che lo stesso Marr dovette poi affinare mascherando i vari cambi di volume, come raccontato dal chitarrista, intervistato da Guitar Player, nel 1990: "Il suono vibrato è incredibile, e ci volle molto tempo. Ho messo giù la traccia ritmica su una Epiphone Casino attraverso un amplificatore Fender Twin Reverb, senza vibrato. Poi abbiamo fatto suonare la traccia attraverso quattro Twin".

### Testo
Immediatamente dopo la registrazione della base musicale, il produttore Porter, inviò a Morrissey un demo con una versione grezza del brano. Il mattino seguente, il cantante arrivò in studio già con delle rime appuntate nel suo taccuino che, nel giro di poche ore, diventarono il testo del brano.
La canzone, che in realtà contiene una sola strofa (più un ritornello e un bridge) che si ripete due volte, racconta la storia di un individuo che non riesce a vincere la sua atavica timidezza ("I am the son, and the heir, of a shyness that is criminally vulgar / I am the son and heir, of nothing in particular), ed è una citazione adattata di un passo del romanzo Middlemarch della scrittrice britannica George Eliot ("To be born the son of a Middlemarch manufacturer, and inevitable heir to nothing in particular").

### Copertina
La copertina del singolo originale ritrae l'attore britannico Sean Barrett ripreso in un momento di preghiera, tratta dal film Dunkirk, diretto da Leslie Norman nel 1958. La posa fu ritenuta troppo simile a un gesto osceno e per questo motivo negli Stati Uniti le copertine vennero censurate e sostituite con un artwork e una fotografia della band realizzata nel backstage del Glastonbury Festival, nel 1984.
La ristampa del 1992, invece, ritrae una foto di Vanessa Redgrave e David Hemmings tratta dal film Blow-up, diretto da Michelangelo Antonioni ed uscito nel 1966.

### Versione “unfinished”
Nel retro dell’edizione italiana del singolo 12” William, It Was Really Nothing (Virgin VINX71) venne pubblicata per errore una versione non finita e più lunga di How Soon Is Now?, in molte parti diversa da quella definitiva, sia nell’arrangiamento che nel testo. Poche centinaia di copie vennero inviate ai negozi prima che alla Virgin si accorgessero dell’errore, bloccando la distribuzione, facendo così diventare questo singolo uno dei più rari e costosi della produzione degli Smiths.

## Video musicale
Il videoclip, diretto da Paula Grief and Richard Levine e realizzato senza la supervisione della band, mostra alcune immagini di un concerto degli Smiths, montati con del materiale di repertorio di una ragazza che balla e di scorci di una città industriale.

## Tracce
UK 7"
1. How Soon Is Now? – 3:53
2. Well I Wonder – 4:00

UK 12"
1. How Soon Is Now? – 6:43
2. Well I Wonder – 4:00
3. Oscillate Wildly – 3:24

### Ristampa 1992
UK 7"
1. How Soon Is Now? (album version) – 3:41
2. Hand In Glove – 3:16

UK CDs#1
1. How Soon Is Now? – 6:41
2. The Queen Is Dead – 6:25
3. Handsome Devil (Peel Sessions, 31 maggio 1983) – 2:50
4. I Started Something I Couldn't Finish – 3:48

UK CDs#2
1. I Know It's Over – 5:49
2. Suffer Little Children – 5:29
3. Back To The Old House – 3:04
4. How Soon Is Now? (album version) – 6:46

## Formazione
- Morrissey – voce
- Johnny Marr – chitarra, pianoforte
- Andy Rourke – basso
- Mike Joyce – batteria

## Cover
How Soon Is Now? è stata reinterpretata, nel corso degli anni, da numerosi artisti: la band hardcore americana Quicksand ha incluso una sua versione del brano nell'album Slip, uscito nel 1993; la cover realizzata dagli Snake River Conspiracy, contenuta anche nel loro album Sonic Jihad del 2000, ha addirittura raggiunto la posizione numero 38 della Alternative Airplay stilata dalla rivista Billboard; il duo pop t.A.T.u. ha reinterpretato il brano nel 2002, all'interno dell'album 200 km/h in the Wrong Lane, versione che lo stesso Morrissey ha giudicato "magnifica"; un campione dell'intro di chitarra del brano è stato usato dal trio pop inglese Soho, nel 1990, nel loro brano Hippychick; la versione più conosciuta è quella realizzata nel 1995 dai Love Spit Love usata come sigla d'apertura del telefilm Streghe e nella colonna sonora del film Giovani streghe.